# مجلس الشورى البحريني 2014
مجلس الشورى البحريني 2014 (الفصل التشريعي الرابع) من 14 ديسمبر 2014 حتى 12 ديسمبر 2018 ، تشكل المجلس بموجب الأمر الملكي رقم 61 لسنة 2014  الذي أصدره صاحب الجلالة الملك حمد بن عيسى آل خليفة ملك مملكة البحرين وترأس المجلس علي صالح الصالح والذي يشغل المنصب منذ 15 ديسمبر 2006.

## أعضاء المجلس

### أعضاء مجلس الشورى البحريني 2014
- علي صالح الصالح - رئيس مجلس الشورى
- جمال محمد فخرو - النائب الأول لرئيس مجلس الشورى
- جميلة علي سلمان - النائب الثاني لرئيس مجلس الشورى
- أحمد أبراهيم بوهزاد
- الدكتور أحمد سالم العريض
- أحمد مهدي الحداد
- بسام أسماعيل البنمحمد
- جاسم أحمد المهزع
- جمعة محمد الكعبي
- الدكتورة جهاد عبدالله الفاضل
- جواد حبيب الخياط
- الشيخ جواد عبدالله عباس
- حمد مبارك النعيمي
- خالد حسين المسقطي
- خالد محمد جبر المسلم
- خميس محمد الرميحي
- درويش أحمد المناعي
- دلال جاسم الزايد
- رضا عبدالله علي الفرج
- الدكتورة زهوة محمد الكواري
- سامية خليل يوسف المؤيد
- الدكتور سعيد أحمد عبدالله
- سمير صادق البحارنة
- سوسن حاجي تقوي
- السيد ضياء يحيى الموسوي
- صادق عيد آل رحمة
- الشيخ عادل عبدالرحمان المعاودة
- عبدالرحمان محمد جمشير
- الدكتور عبدالعزيز حسن أبل
- الدكتور عبدالعزيز عبدالله العجمان
- عبدالوهاب عبدالحسن المنصور
- علي عيسى أحمد علي
- فؤاد أحمد الحاجي
- فاطمة عبدالجبار الكوهجي
- الدكتور محمد علي حسن
- الدكتور محمد علي الخزاعي
- الدكتور منصور محمد سرحان
- نانسي دينا خضوري
- نوار علي المحمود
- هالة رمزي فايز

## أدوار الانعقاد

### قائمة أدوار انعقاد مجلس الشورى البحريني 2014
| دور الانعقاد               | بداية الفترة   | نهاية الفترة   |
| -------------------------- | -------------- | -------------- |
| دور الانعقاد العادي الأول  | 14 ديسمبر 2014 | 6 يوليو 2015   |
| دور الانعقاد العادي الثاني | 11 أكتوبر 2015 | 31 مايو 2016   |
| دور الانعقاد العادي الثالث | 16 أكتوبر 2016 | 19 يوليو 2017  |
| دور الانعقاد العادي الرابع | 8 أكتوبر 2017  | 30 يونيو 2018  |
| دور الانعقاد الغير العادي  | 7 أكتوبر 2018  | 14 أكتوبر 2018 |